# Batalla de Corbins
La batalla de Corbins tuvo lugar en 1126 entre ejércitos almorávides y fuerzas de Ramón Berenguer III en el municipio de Corbins, en el Segriá.

## Antecedentes
En 1117 Ramón Berenguer III se apoderó del castillo de Corbins por el pacto con el valí almorávide Abd Allah ibn Iyad, quien, a cambio de evitar la caída de Larida en manos aragonesas y bloquear su avance hacia el Mediterráneo, pues avanzaban en Aragón y conquistaban Saraqusta en 1118, se compromete a ayudarle contra los musulmanes de Turtuixa, cediendo además los castillos de Gebut, Alfés y Castelldans. Los castillos de Corbins y Alcoletge fueron encomendados a Arnau I de Anglesola.
Tras el ataque aragonés contra Larida, cuando Tortosa ya había caído en manos del condado de Barcelona, Abd Allah ibn Iyad rompió el pacto con Ramón Berenguer e invadió el Segriá, amenazando Albesa y las últimas conquistas del condado de Urgell, aprovechándose de la rivalidad entre Ramón Berenguer III y Alfonso I de Aragón para apoderarse a de Larida.

## La batalla
El conde barcelonés fue derrotado y perdió el castillo de Corbins, puerta de la ciudad de Lérida. Los cristianos sufrieron, según el Chronicon Dertusense, muchas pérdidas de hombres, entre ellos Bernardo Ramón I de Pallars Jussá, aliado del conde de Barcelona.

## Consecuencias
El castillo fue reconquistado definitivamente por Ermengol VI de Urgel en 1147, cuando fue cedido a los templarios, que establecieron la Encomienda de Corbins.

### Citas
1. ↑  «Corbins». Enciclopèdia Catalana, S.A. (en catalán). 1999-2004. Consultado el 25 de febrero de 2014.
2. ↑  Jordan, Jordi (2007). «Cronologia d’una estada. De l'any 720 al 1149.». Dominació Àrab (en catalán). Consultado el 25 de febrero de 2014.
3. ↑  Bolòs, Jordi (abril de 2000). Diccionari de la Catalunya medieval (ss. VI-XV) (en catalán). Col·lecció El Cangur / Diccionaris, núm. 284. Barcelona: Edicions 62. p. 89.